# Lejkówka miętowa
Lejkówka miętowa (Clitocybe menthiodora Harmaja) – gatunek grzybów z rzędu pieczarkowców (Agaricales).

## Systematyka i nazewnictwo
Pozycja w klasyfikacji według Index Fungorum: Clitocybe, Incertae sedis, Agaricales, Agaricomycetidae, Agaricomycetes, Agaricomycotina, Basidiomycota, Fungi.
Po raz pierwszy opisał go w 1969 roku Harri Harmaja w Finlandii. Polską nazwę podaje internetowy atlas grzybów. Epitet gatunkowy jest tłumaczeniem nazwy naukowej.

## Morfologia
Kapelusz
Średnica 3–6cm, początkowo wypukły, potem płaski, na koniec wklęsły, higrofaniczny, lekko półprzezroczysty z prążkowanym brzegiem. Powierzchnia gładka, brudnobrązowa.
Blaszki
Wąsko przyrośnięte, średnio gęste, od kolorze od jasno do ciemnobrązowego.
Trzon
Wysokość 4–5 cm, grubość 0,4–1 cm, cylindryczny, czasami spłaszczony, ciemniejszy niż kapelusz lub bardziej szary, najciemniejszy w dolnej części, jaśniejszy na górze. Pierścienia brak.
Miąższ
Świeże okazy o mącznym zapachu, suszone o rybim zapachu.
Cechy mikroskopowe
Bazydiospory 5–7 × 3–3,5 μm, elipsoidalne do jajowatych, czasami zwężone na środku.

## Występowanie i siedlisko
Występuje na Półwyspie Skandynawskim. Gatunek rzadki, występujący w lasach borealnych. Brak go w opracowanej przez Władysława Wojewodę w 2003 roku „Krytycznej liście wielkoowocnikowych grzybów podstawkowych Polski”, ale jego stanowiska w późniejszych latach (2014, 2018) podała Anna Bujakiewicz.
Naziemny grzyb saprotroficzny. Występuje w ściółce w lasach liściastych i iglastych, parkach i ogrodach. Owocniki pojawiają się jesienią.